# Paramormyrops
Genre
Paramormyrops est un genre de poissons d'eau douce africains de la famille des Mormyridae.

## Liste des espèces
Selon World Register of Marine Species (19 novembre 2023) :
- Paramormyrops batesii (Boulenger, 1906)
- Paramormyrops curvifrons (Taverne, Thys van den Audenaerde, Heymer & Géry, 1977)
- Paramormyrops gabonensis Taverne, Thys van den Audenaerde & Heymer, 1977
- Paramormyrops hopkinsi (Taverne & Thys van den Audenaerde, 1985)
- Paramormyrops jacksoni (Poll, 1967)
- Paramormyrops kingsleyae (Günther, 1896)
- Paramormyrops longicaudatus (Taverne, Thys van den Audenaerde, Heymer & Géry, 1977)
- Paramormyrops ntotom Rich, Sullivan & Hopkins, 2017
- Paramormyrops retrodorsalis (Nichols & Griscom, 1917)
- Paramormyrops sphekodes (Sauvage, 1879)
- Paramormyrops tavernei (Poll, 1972)

## Classification
Le nom valide complet (avec auteur) de ce taxon est Paramormyrops Taverne (d), Thys van den Audenaerde & Heymer (d), 1977.
Paramormyrops a pour synonyme :
- Paramorpmyrops (graphie incorrecte)

## Étymologie
Le nom générique, Paramormyrops, composé du grec ancien παρά, pará, « à côté de, auprès de », et du genre Mormyrops, fait référence à la ressemblance de l'espèce Paramormyrops gabonensis avec les espèces du genre Mormyrops dans leurs formes générales mais avec une tête et un corps plus courts.

## Publication originale
- Louis Taverne, Dirk F.E. Thys van den Audenaerde et Armin Heymer, « Paramormyrops gabonensis nov. gen., nov. sp. du nord du Gabon (Pisces Mormyridae) », Revue de Zoologie Africaine, Belgique, vol. 91, no 3,‎ 1977, p. 634-640 (ISSN 0251-074X, lire en ligne).